# Swissview

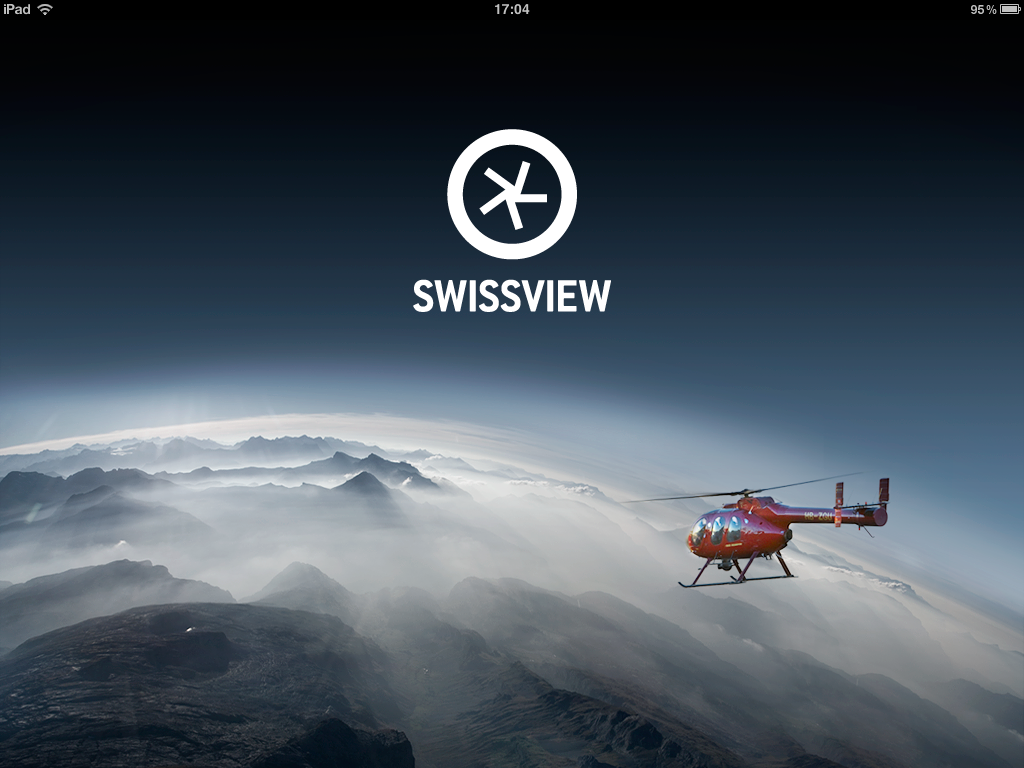
Logo von Swissview

Swissview (auch Swiss View) ist eine Schweizer Fernsehsendung. Sie besteht ausschliesslich aus von einem Helikopter aus aufgenommenen und mit meditativer Musik unterlegten Flugaufnahmen der Schweiz. Swissview wurde 1996/97 für den öffentlich-rechtlichen Sender Schweiz 4 der SRG als Nachtprogramm produziert. Weiter wird Swissview auf SF 1, SF zwei, TSR und RSI ausgestrahlt. Seit 2008 war Swissview täglich ein fester Programm-Bestandteil auf HD suisse. Hierfür wurde Swissview neu im HD-Format produziert und wird ausschliesslich in HD ausgestrahlt. 

## Geschichte
Seit 1997 filmt Marco Fumasoli die Schweiz von oben. Ebenso lange werden seine Flugbilder am Schweizer Fernsehen gezeigt. Sein Anspruch ist es, die Schweiz im Hubschrauber-Tiefflug durch Täler und über Gipfel, in Städte und entlegene Winkel zu zeigen. Seit der Erstausstrahlung wurde Swissview mit weiteren Helikopter-Aufnahmen ergänzt.

## Film-Team
- Producer, Director: Marco Fumasoli
- Kamera: Ueli Haberstich, Dominic Hiss, Bas Van Denbranden
- Musik: Nik Bärtsch, Max Lässer, Philippe Kuhn
- Editing: Miriam Pretzlaff, Martin Edelmann, Andreas Wisendanger
- Piloten: Sandro Brugnoli, Michael Brütsch, Jürg Fleischmann (MD 720/Fuchs Helikopter)

## Filmografie (HD)
- 2007: Saane, Sense (Episode 1)
- 2007: Sense, Fribourg (Episode 2)
- 2007: Churfirsten, Toggenburg (Episode 3)
- 2007: Appenzell, Säntis (Episode 4)
- 2007: Anflug Aletsch (Episode 5)
- 2007: Aletsch, Berner Oberland (Episode 6)
- 2007: Anflug Wallis (Episode 7)
- 2007: Wallis 1 (Episode 8)
- 2007: Wallis 2 (Episode 9)
- 2007: Heimflug Wallis (Episode 10)
- 2007: A1 - Grenchen (Episode 11)
- 2007: Jura (Episode 12)
- 2007: Anflug Bündnerland (Episode 13)
- 2007: Engadin (Episode 14)
- 2007: Unterengadin (Episode 15)
- 2007: Zürcher Oberland (Episode 16)
- 2008: Tessin 1 (Episode 17)
- 2008: Tessin 2 (Episode 18)
- 2008: Tessin 3 (Episode 19)
- 2009: Romandie 1 (Episode 20)
- 2009: Romandie 2 (Episode 21)
- 2009: Romandie 3 (Episode 22)
- 2009: Basel (Episode 23)
- 2010: Zürich/Innerschweiz/Zentralalpen (Episode 24)